# Leighton Gage
Pour les articles homonymes, voir Gage.
Œuvres principales
Blood of the Wicked (2008)
 Buried Strangers (2009)
Leighton David Gage, né le 13 mai 1942 à Rahway dans le New Jersey et mort le 26 juillet 2013 à Miami en Floride d'un cancer, est un écrivain américain, spécialisé dans l'écriture de romans policiers. Il est célèbre pour avoir créé le personnage de Mario Silva, inspecteur en chef amené à résoudre plusieurs affaires dans une série de romans dont l'intrigue se déroule au Brésil, pays où l'auteur séjourna pendant vingt ans.

## Œuvre
- 2008 : Blood of the Wicked
- 2009 : Buried Strangers
- 2010 : Dying Gasp
- 2010 : Ever Bitter Thing
- 2011 : A Vine in the Blood
- 2013 : Perfect Hatred
- 2014 : The Ways of Evil Men